# Cesare Quintana
Cesare Quintana (metà del XVII secolo – Castrovillari, dopo il 1649) è stato un presbitero italiano.

## Biografia
Fu cappellano della Chiesa di Santa Maria del Castello in Castrovillari. Non si hanno notizie biografiche esaustive su di lui ed è conosciuto principalmente in quanto scrisse in versi una farsa in tre atti e un prologo, dal titolo di Organtino, in endecasillabi con rima interna al verso.
Il manoscritto, pervenutoci incompleto, è il copione di un'opera teatrale approntata per il Carnevale del 1635 in Castrovillari, e ivi rappresentata in quell'occasione nella piazza della Chiesa di San Giuliano.
Il documento originale è conservato presso la Biblioteca Civica di Castrovillari, Fondo “Miraglia”. L'importanza letteraria di quest'opera del Quintana è data dal fatto che la stessa rappresenta l’atto di nascita del teatro dialettale calabrese.
Nel tempo il manoscritto è stato catalogato variamente: “favola pastorale”, “farsa del Quintana”, .... Il titolo stesso non è stato apposto dall’autore ma fu Leopoldo Pagano nel suo Studi sulla Calabria, dato alle stampe in Napoli nel 1894, a titolarlo “Organtino” dal nome del protagonista.